# Peptid-Computer
In der Theorie soll ein Peptid-Computer mit Peptiden und biochemischen Reaktionen im Vergleich zu traditionellen Computertechnologien rechnen, die auf Siliziumbasis arbeiten. Grundlage dieses Rechenmodells ist die Affinität von Antikörpern zu Peptidsequenzen. Ähnlich wie beim DNA-Computer wurden in diesem Modell die parallelen Wechselwirkungen von Peptidsequenzen und Antikörpern verwendet, um einige NP-vollständige Probleme zu lösen. Insbesondere das Hamilton-Pfad-Problem (HPP) und einige Versionen des Set-Cover-Problems sind einige NP-vollständige Probleme, die bisher mit diesem Rechenmodell im Ansatz gelöst wurden. Es wurde auch gezeigt, dass dieses Berechnungsmodell universell (oder vollständig) ist.
Dieses Berechnungsmodell bietet einige entscheidende Vorteile gegenüber dem DNA-Rechnen. Während beispielsweise DNA aus vier Bausteinen besteht, bestehen Peptide aus zwanzig Bausteinen. Die Peptid-Antikörper-Wechselwirkungen sind auch in Bezug auf Erkennung und Affinität flexibler als eine Wechselwirkung zwischen einem DNA-Strang und seinem reversen Komplement. Im Gegensatz zum DNA-Computing muss dieses Modell jedoch erst noch in die Praxis umgesetzt werden. Die Hauptbeschränkung ist die Verfügbarkeit spezifischer monoklonaler Antikörper, die vom Modell benötigt werden.
In die Praxis konnte ein Peptid-Computer noch nicht umgesetzt werden. Nicht zu verwechseln ist die Idee des Peptid-Rechners mit der Suche nach neuartigen Speicherformen, wobei Peptide als stabile Speicherform gegenüber herkömmlichen Speichern auf Magnetbasis Vorteile hätten.